# Tangnary
Le Tangnary (en russe : Тангнары - en yakoute : Таҥнары) est une rivière de Russie qui coule en République de Sakha, en Sibérie orientale. C'est un affluent de la rivière Viliouï en rive droite, donc un sous-affluent de la Léna.

## Géographie
Le Tangnary est long de quelque 352 kilomètres. Son bassin versant a une superficie de 6 490 km2, c'est-à-dire une surface comparable à celle du département français du Pas-de-Calais, ou encore un peu inférieure à celle du canton des Grisons en Suisse. Le débit moyen observé à son point de confluence est de 7,00 m3/s.  
Le Tangnary prend naissance dans la taïga sibérienne qui couvre le nord-est du plateau de la Léna. Peu après sa naissance, la rivière se dirige droit vers le nord, et atteint ainsi la vaste plaine de Iakoutie centrale. Dans cette zone, son bassin comporte de nombreux lacs. Après avoir parcouru ainsi, toujours en direction du nord, quelque 352 kilomètres, elle finit par se jeter dans le cours inférieur du Viliouï en rive droite, à mi-chemin entre la confluence entre le Tioung et le Viliouï, et la confluence entre ce dernier et la Léna.

## Le gel
La rivière est prise par les glaces durant la première quinzaine d'octobre, et reste gelée jusqu'à la première quinzaine de mai. 

Le bassin versant du Tangnary, comme l'ensemble du bassin du Viliouï repose totalement sur un épais manteau de sol gelé en permanence ou pergélisol, en l'occurrence jusqu'à une profondeur de plus de 500 mètres.

## Affluents
Le principal affluent est un tributaire de rive droite :
- l'Eïim (en russe : Эйим) (166 km de long)

## Hydrométrie - Les débits mensuels à Tchay
Le Tangnary est un cours d'eau très peu abondant.
Son débit a été observé sur une période de 31 ans (durant les années 1957-1994), à Tchay, localité située à 68 kilomètres en amont de sa confluence avec le Viliouï . 
Le module de la rivière à Tchay est de 6,81 m3/s pour une surface prise en compte de 5 760 km2, ce qui correspond à 87 % de la totalité du bassin versant de la rivière qui en compte 6 490. La lame d'eau écoulée dans ce bassin se monte de ce fait à 37 millimètres annuellement. Ce très faible écoulement est lié à la rareté des précipitations  que l'on constate dans l'ensemble de la Iakoutie centrale. Celle-ci, sous de plus basses latitudes et sans pergélisol serait un désert, comme la Patagonie ou la Mongolie.  
Le Tangnary présente les fluctuations saisonnières de débit élevées, classiques de la Iakoutie centrale et septentrionale. Les hautes eaux se déroulent au printemps et au début de l'été, de mai à juillet inclus, avec un sommet en mai lié à la fonte des neiges. En août et en septembre le débit se maintient quelque peu, mais à un faible niveau. Dès le mois d'octobre, il diminue rapidement, ce qui mène aux basses eaux d'hiver qui ont lieu de novembre à avril, avec arrêt de tout écoulement de janvier à mars. Le débit moyen mensuel observé au mois de mai (maximum de l'année) est de 42,5 m3/s. Sur la période d'observation de 31 ans, le débit mensuel maximal s'est élevé à 127 m3/s en mai 1980.
En considérant la seule période libre de glaces (de juin à septembre inclus), le débit mensuel minimal observé a été de 1,46 m3/s en août 1972, ce qui restait satisfaisant. 